# Kościół farny w Hagenowie
Kościół farny (niem. Stadtkirche) – protestancka świątynia znajdująca się w niemieckim mieście Hagenow.

## Historia
Kościół wzniesiono w latach 1875–1879, na zlecenie księcia Fryderyka Franciszka II, na fundamentach XII-wiecznej świątyni. Ze starej budowli zachowała się podstawa wieży kościelnej. W latach 1974–1977 świątynię gruntownie przebudowano – usunięto wyposażenie, w korpusie nawowym powstały mieszkania i biura; funkcje sakralne zachowało jedynie prezbiterium, które przekształcono w nową nawę, a w transepcie ustawiono ołtarz. W 1994 zainstalowano nowe organy z warsztatu Nußbücker, z 23 rejestrami. W 2001 wymieniono pokrycie dachu, instalując na nim panele fotowoltaiczne, a w 2020 zawieszono 5 dzwonów z odlewni Bachert w Neuenkirchen.

## Architektura i wyposażenie
Świątynia neogotycka, jednonawowa, zaprojektowana przez Georga Daniela i  Gustava Hamanna. Wieża kościelna kryta jest ośmiospadowym dachem namiotowym. Mechanizm zegara wieżowego pochodzi z 1879 roku. Posiada transept, nad skrzyżowaniem naw znajduje się sygnaturka.
Wnętrze zdobi romańska chrzcielnica oraz dwunastoramienny, mosiężny żyrandol, podarowany w 1742 roku.

## Galeria

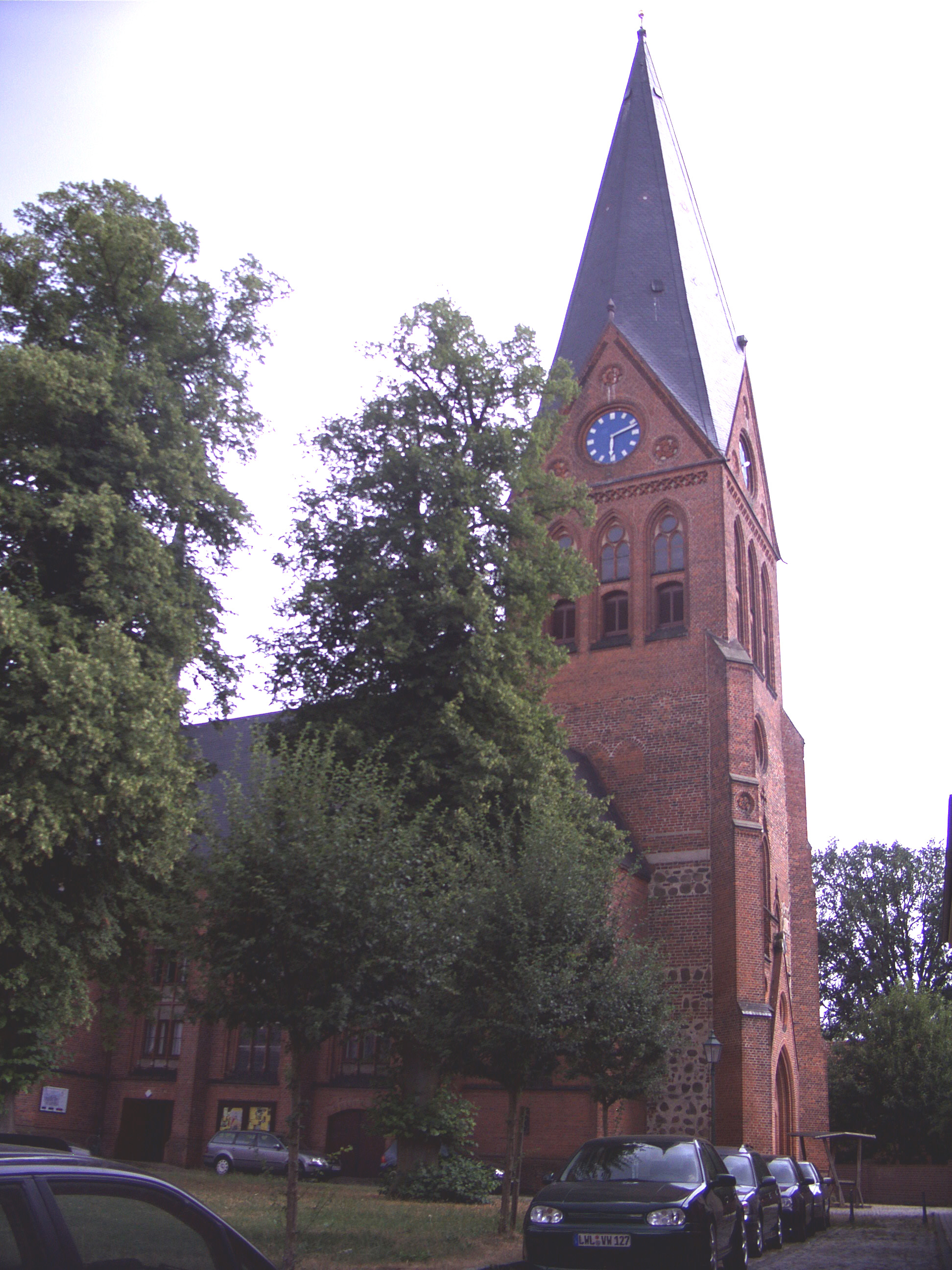
Widok z północy
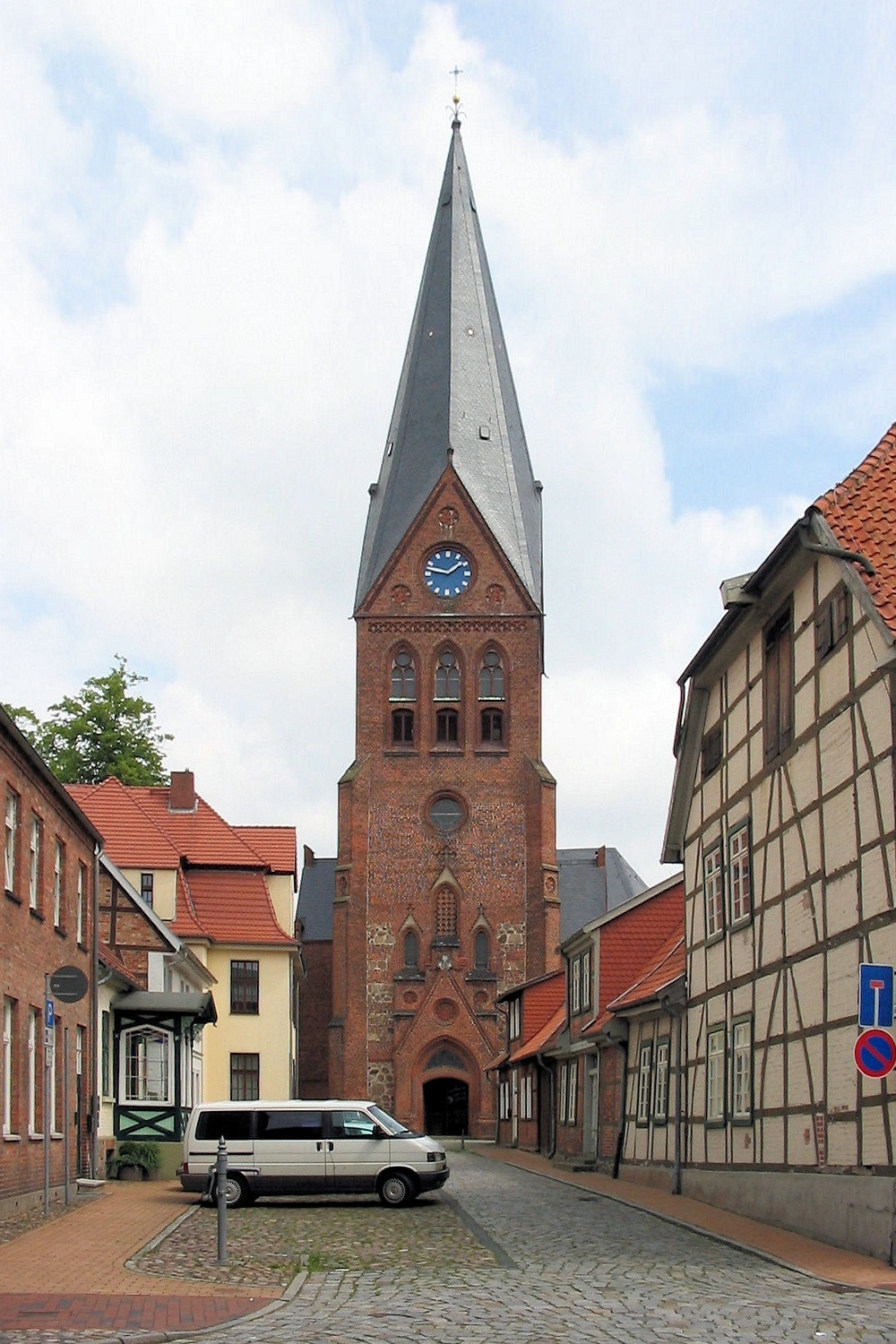
Widok z zachodu
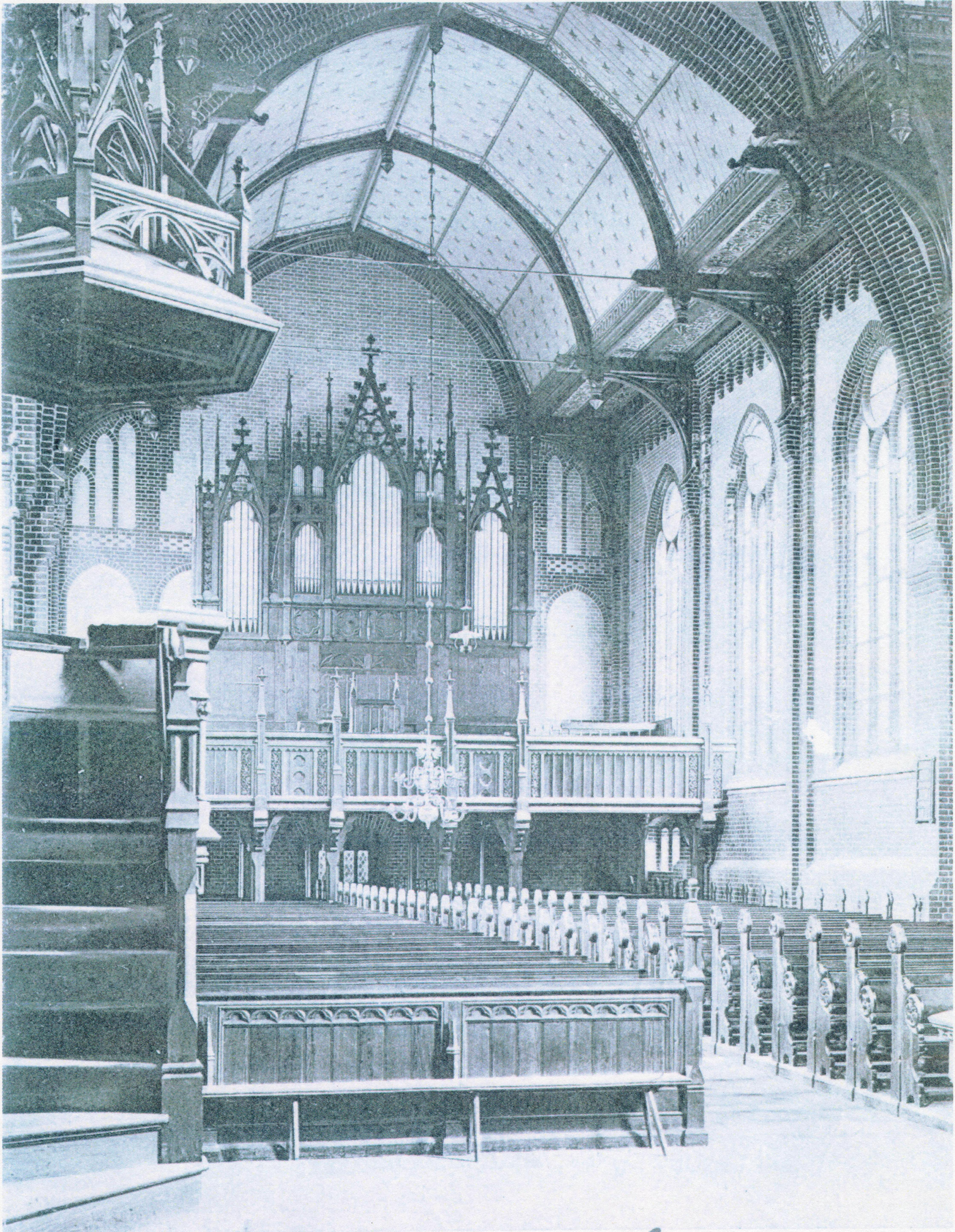
Wnętrze przed przebudową
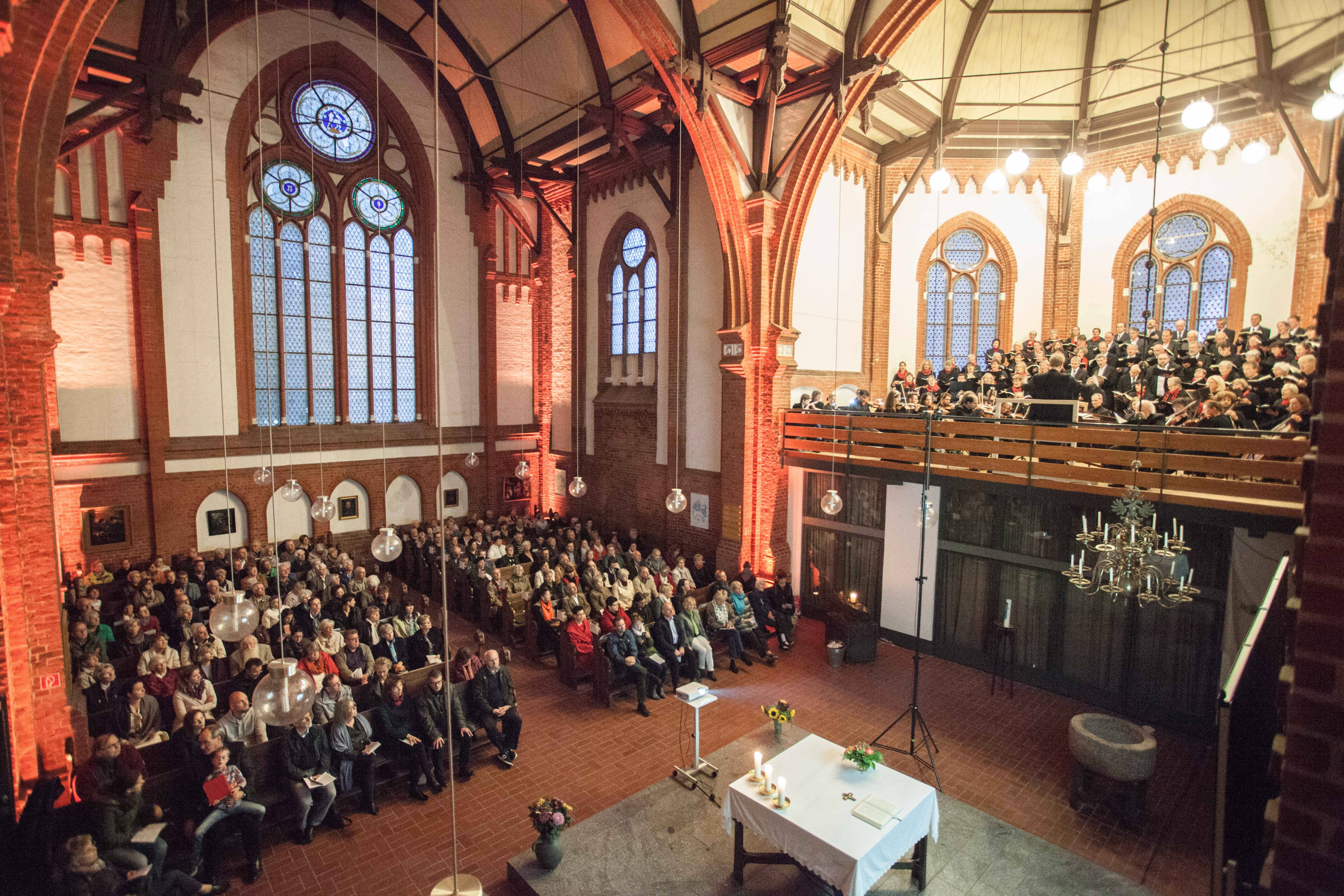
Wnętrze obecnie
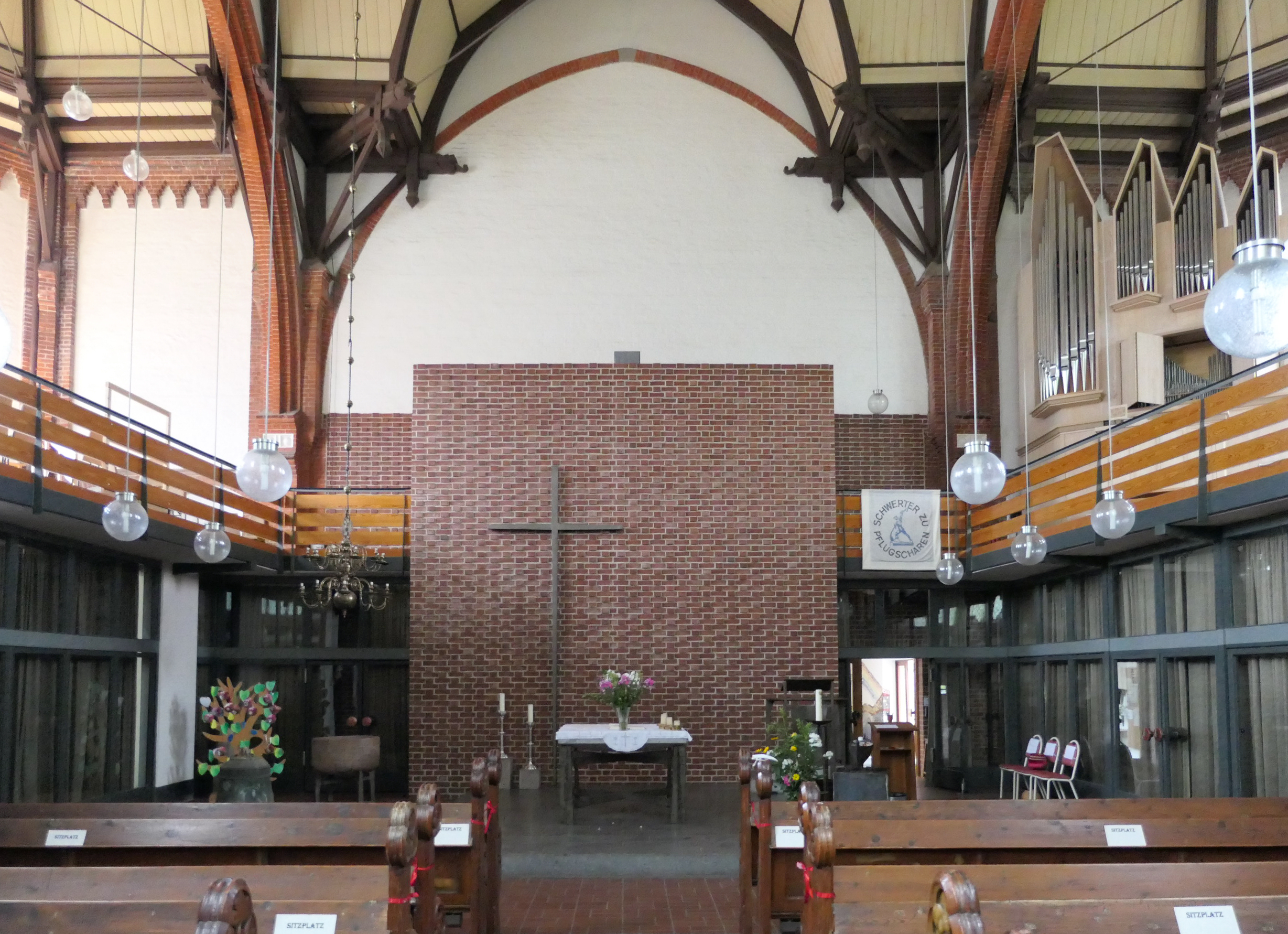
Ołtarz
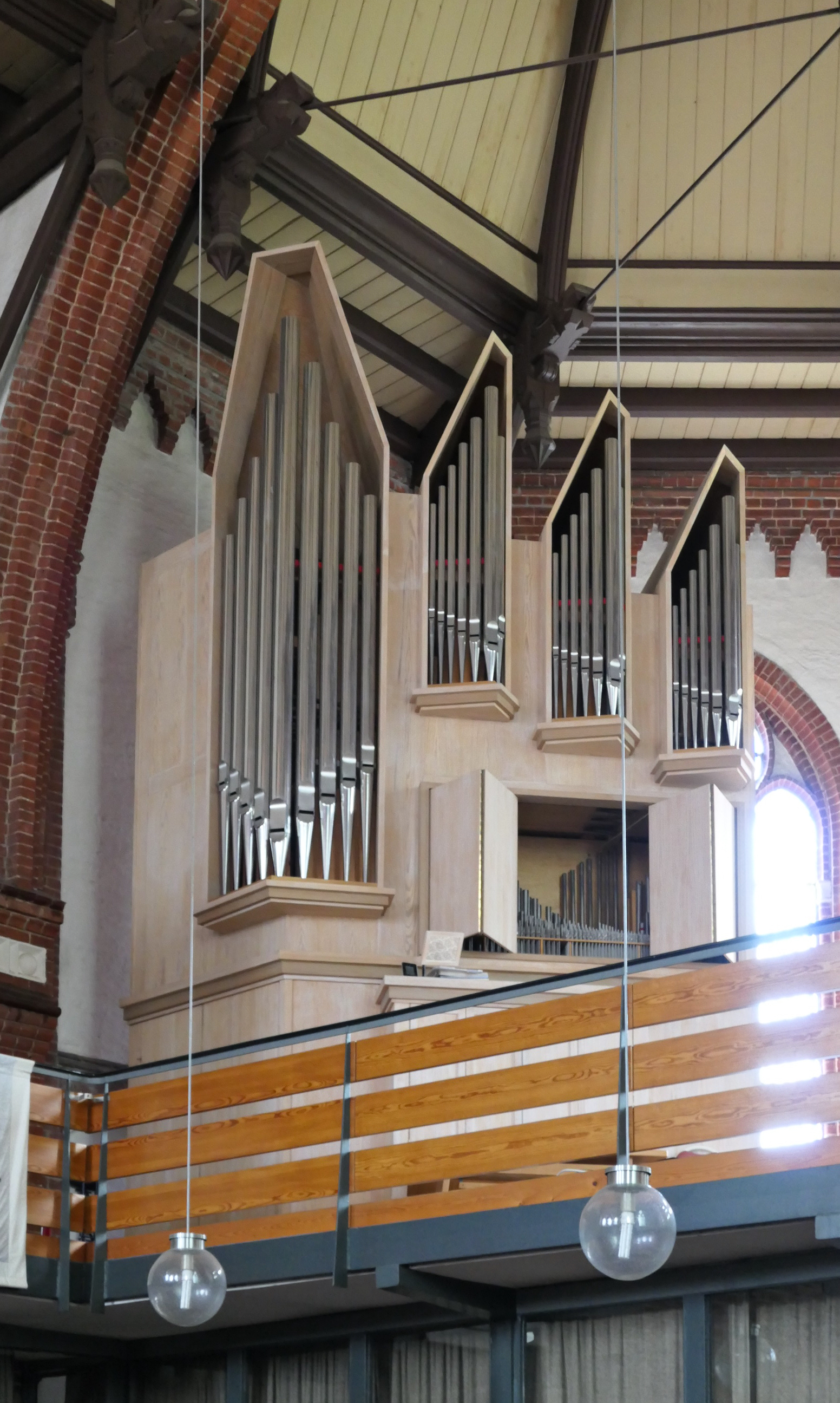
Organy